# 中国电影制片厂
中国电影制片厂，简称中制厂或中制，中华民国国营电影制片厂，前身是1933年成立的南昌行营政训处电影股，1937年正式改名为“中国电影制片厂”，1949年随中华民国国军迁至台湾，1995年停止电影拍摄。该厂是中国抗日战争时期中国最重要的制片和抗日宣传机构，迁台后主要负责制作军事相关影片。

## 历史

### 初创时期
1933年9月1日，国民政府军事委员会委员长南昌行营政训处电影股成立，被视为中国电影制片厂的前身。1933年8月，國民政府軍事委員會委員長蒋介石在江西庐山特别召见郑用之，授权由郑用之负责成立南昌行营政训处电影股。南昌行营每月发给的经费是法币2800元，郑用之随即先建立了一个放映队和一个摄影队，郑用之任电影股股长，共12个人，负责拍摄有宣传价值的新闻纪录片和照片。为配合“三分军事，七分政治”的剿共政策，电影股以随部队到前线或到乡下放映电影为主。由于1930年代电影在中国仍非常罕见，进入闭塞落后的乡村和军队后便产生强烈的反响。此外，电影股还配合政治需要，拍摄了一些教育片、军事新闻片及剿共记录短片。
1933年11月闽变爆发，電影股隨軍開赴福建工作。鑑於中华共和国政權有改換國旗、國號之舉，電影股刻意在各電影院放映中華民國國旗、孫中山遺像及蔣介石畫像，同時播放中华民国国歌唱片。1934年，电影股以怒潮剧社演員為班底，完成反共劇情片《光明》的拍摄。随着国军在1934年取得对中央苏区的第五次围剿的胜利，中国工农红军主力撤出江西，南昌行营于1935年2月撤销。电影股改由湘鄂赣三省剿匪总司令部政训处管辖，随军迁往湖北汉口。到达武汉后，郑用之开始计划以电影股为基础，筹建武汉电影制片厂。该计划得到了副总司令张学良的支持，经张学良批可，按月拨发5000元特别办公费用于电影制片厂筹建；20军军长杨森则将以每年只收一元的象征性租金，将自家位于汉口江岸的花园租给郑用之，用作电影厂筹建地。郑用之陆续向德国、美国订购全部有声电影的各项设备，汉口摄影场初具规模。:78-79
电影股放映队在鄂、湘、赣等省城乡所放映的影片，以上海联华、明星两大电影公司由万氏兄弟所绘制的宣传抗日的卡通片为主，新闻纪录片则由电影股自行摄制。放映的作品都是在九一八事变后的，内容充满抗日意识和中国军民的民族义愤。为更好的为当地军民接受，影片解说词多采用鄂、赣等省口语。
1937年，厂房建设完成；同年，卢沟桥事变爆发，郑用之亲率摄影师前往卢沟桥等战地，拍摄日军侵略行径和中国军队奋勇抵抗的实况，编入新闻片中在各地上映。“八一三”上海保卫战后不久，很多原上海电影界的很多导演、演员均退到武汉，加入郑用之的团队，如联华电影公司首席导演孙瑜、艺华电影公司知名编导史东山、国立戏剧学校教务主任应云卫及明星电影公司名编导洪深、朱石灵等；知名演员高占非、魏鹤龄、何非光、中叔皇、郑君里、黎莉莉、舒绣文、王莹、吴茵等；摄影师王士珍与吴蔚云等；动画制作人万氏兄弟万籁声、万籁鸣等，作曲家刘雪庵，声乐家盛家伦等。为更好的承担中国抗日战争宣传工作，電影股正式改名为“中国电影制片厂”，郑用之任厂长，罗静予为副厂长，阳翰笙任编导委员会主任委员，隶属于国民政府军事委员会政治部，归郭沫若的第三厅领导。國民政府军事委员会政治部是國民政府軍事委員會政訓處于1938年1月在武漢擴大改組而成，时值国共第二次合作，国民党人陳誠任部長，共產黨人周恩來、第三党人黃琪翔任副部長。政治部內負責文藝、宣傳業務的是第三廳，廳長为郭沫若，阳翰笙任主任秘书。第三厅下设三个处，负责艺术宣传的第六处由田汉领导；第六处第二科主管电影制作和放映，由郑用之兼领。同时，怒潮剧社改由中国电影制片厂管理。:59

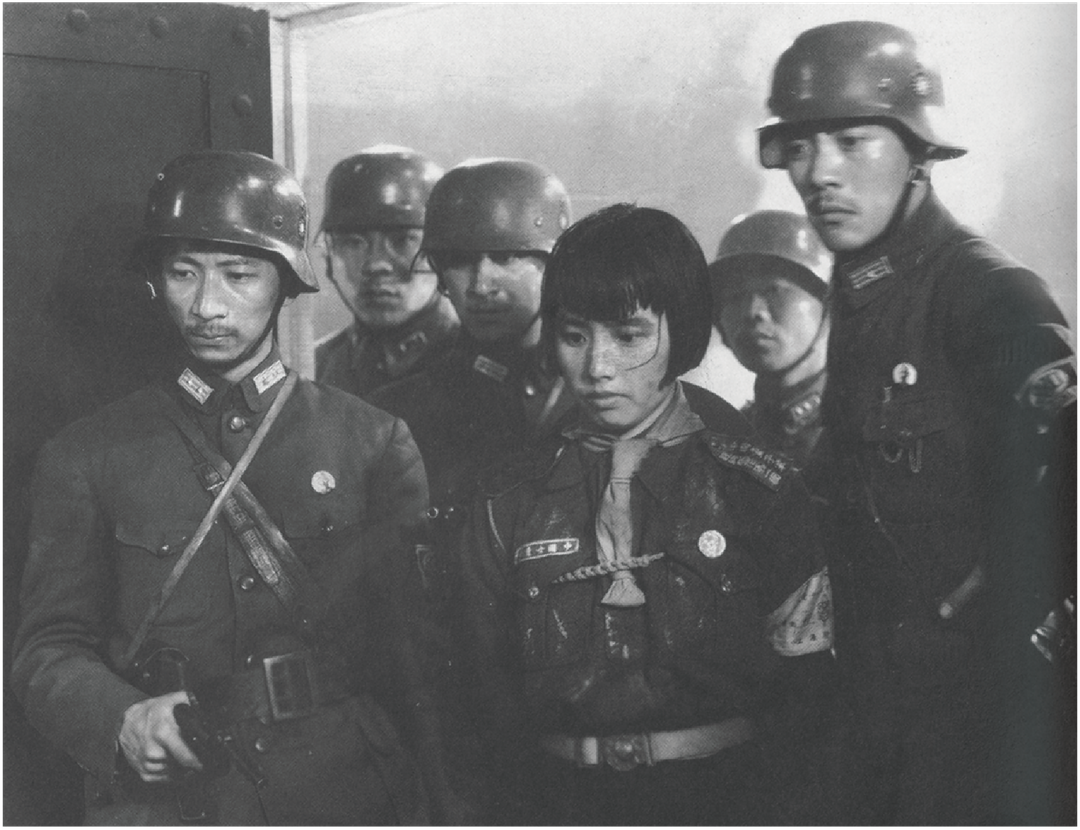
电影《八百壮士》剧照

郑用之组织了几支摄影队，分赴各主要战区，拍摄日軍飞机疯狂轰炸平民区、人们扶老携幼逃难的情景，以及台儿庄大捷、徐州会战、南京大屠杀、武汉大轰炸、忻口血战的镜头。这些短片被编成抗战特辑，在中国各地放映，对于促成全民抗战起到巨大的作用。
從成立到撤出武汉的半年多时间里，中國電影製片廠拍摄了《保卫我们的土地》《热血忠魂》和《八百壮士》3部抗战剧情片，包括3集《抗战特辑》、2集《抗战标语卡通》、4集《抗战歌辑》、5集《电影新闻》在内50部左右的纪录片、新闻片和卡通片:59。

### 重庆时期
1938年，由于侵华日军迫近武汉，中国电影制片厂及其所属的怒潮剧社随国民政府迁至重庆；9月27日正式迁至重庆，并选址纯阳洞重新建厂。1938年10月，初到重庆的中制厂雇佣大量民工，开始建设新厂。1939年上半年，第一批建筑陆续完工，有第一摄影场、办公楼、剪接室、洗片室、宿舍等。到1940年底，又陆续建成了卡通室、片库、第二摄影场、第三摄影场。1940年建成至1946年搬走，中制的建筑未有大的变动。1941年，因“市声嘈杂，不利于拍摄电影”，第二摄影场改建为抗建堂，1941年4月1日正式落成；同年演出《国贼汪精卫》时，在抗建堂西侧增建化妆室。由于落成时抗建堂的净高只有8米，不能满足吊顶式布景片的要求，1942年底演出话剧《蜕变》时，应导演史东山要求，舞台屋顶加高4米。1946年初，中国电影制片厂迁往南京，纯阳洞原厂址因而闲置：由于用地归属不明确，长期处于无人看管状态。1949年中华人民共和国成立后，纯阳洞原厂址被重庆市话剧团接管。1990年代后，原建筑物逐渐被拆毁；至20世纪末，除防空洞外的所有十七座建筑全部被拆除。其中，抗建堂曾于1992年3月19日被重慶市人民政府列為第二批市級文物保護單位，但1996年仍被拆除。1998年，在原址仿原貌修建了抗建堂。
1938年12月，中国电影制片厂在香港设立据点，成立大地影业公司进行国语电影拍摄，曾先后完成了《孤島天堂》和《白云故乡》两部故事片:62。
1939年至1940年初，中制厂先后完成了《保家乡》《好丈夫》《东亚之光》《胜利进行曲》《火的洗礼》《青年中国》《塞上风云》等故事片，以及多部《电影新闻》、2集《抗战标语卡通》、4集《抗战歌辑》和长纪录片《民族万岁》。1939年抗战进入相持阶段后，大后方电影界在努力创造、摄制抗战电影的同时，展开了中国电影路线的大讨论:61。1940年10月5日，“中国电影的路线问题”座谈会在中制厂花园茶座举行。
到达重庆时，中制厂已具有大量优秀的编剧、导演和演员，对怒潮剧社的演出均倾力以赴。怒潮剧社在渝的首次演出时集体创作的《为自由和平而战》，由王为一导演；第二次演出为《中国万岁》，也是集体创作，应云卫导演，在重庆国泰剧院首演十天场场满座，休息一周后重演仍是场场满座，取得了极大的成功。时任政治部部长陈诚观看该剧后决定大幅提高怒潮剧社的经费，怒潮剧社改名为“中国万岁剧团”，简称“中万”。:280-281
1941年1月皖南事变发生后，国共摩擦渐趋表面化，政治部改由张治中担任部长，第三厅改组，自郭沫若、阳翰笙以下众多左翼分子被转入新成立的文化工作委员会工作。而中制厂厂长郑用之则被张治中安排到美国好莱坞考察，吴树勋接任厂长。中国电影制片厂改组后，史东山出任编导委员会主任委员。:282-284

### 南京／上海时期
1945年日本无条件投降，中国取得了抗日战争的胜利，中華民國政府還都南京。中國電影製片廠也奉命迁往南京，并赴上海接收華影攝影廠，成立分廠並整建。1946年始，因軍事單位重整編制，中製廠經過六次改隸，最後隸屬中華民國國防部政治部，厂长罗静予、副厂长王瑞麟。此時中製廠以南京總廠專攝16毫米軍教科學片，上海分廠負責劇情片攝製及發行。
1949年6月，中国人民解放军上海市军事管制委员会文化教育管理委员会派于伶、钟敬之为军代表，接管了中国电影制片厂在上海的摄影场，以及中央电影企业股份有限公司等机构，并以此为基础于1949年11月16日成立上海电影制片厂。

### 台灣時期
中国电影制片厂人员迁台可追溯到1948年。1948年冬，因國民政府在徐蚌會戰的失利，首批人員奉命遷臺并于1948年尾抵台灣基隆，1949年1月遷高雄岡山。首批人員至岡山後居住在从高雄要塞司令部协调借来的原在岡山駐防的日本憲兵隊營房，即后来的光復新村。
1949年，中国人民解放军渡過長江，中國電影製片廠內所有主管皆逃跑，演員王玨主张将中製廠所有器材搬運到台灣；在他的组织下，中製廠三百多箱電影物資被裝上12部軍用卡車，运到上海虯江碼頭登船后，与第二批迁台的一百多名中制厂人員一起于1949年5月5日运抵高雄港。由於人數骤增，中製廠再向南部地方與軍區商借橋頭國小、五里林國小部份教室，以及岡山農校及原岡山憲兵營區廣場，並向高雄駐軍借數十頂帳篷搭在營區草坪。即使如此，仍有分不到房子的員工露天住在走廊。由於逃難的混亂，中製廠員工最初完全領不到薪水，只能靠在岡山沿街擺設地攤出賣衣物渡日，直到9月糧餉問題才得到解決。
尽管受限于岡山營舍狹小、無法展開製片業務，中製廠于1949年6月以攝影、燈光器材及技術人員，支援萬象影片公司拍摄了台灣首部國語影片《阿里山風雲》。《阿里山风云》原本为上海国泰影业公司正取景拍摄的影片，由于上海易手，两岸断航，国泰影业负责影片发行和筹备台湾子公司的徐欣夫另组万象公司继续摄制。1950年4月，中製廠改隸國防部政治部，經洽借農業教育電影公司（農教）台中製片廠廠房及器材，与農教合作攝製反共影片《惡夢初醒》，為台灣拍攝的首部反共劇情長片，也是中國公營片廠在台攝製的第一部作品。
1951年9月，中製廠奉國防部政治部命令遷廠至台北市北投原日軍賽馬場，即后来的復興崗。1954年始搭建B攝影棚，1958年動工興建技術館，1961年片料庫落成。1967年底，A攝影棚、行政大樓及員工宿舍相繼竣工。其间1965年，梅長齡擔任廠長，邀請李翰祥執導拍攝《揚子江風雲》《緹縈》等片，為巔峰時期。1976年拍攝三台聯播電視劇《寒流》。1978年，片料庫扩建为影片資料館。1980年，因舊有設施陳舊、無法容納彩色印刷設備，遂重建大型技術館。1981年，技術館與C攝影棚相繼落成。自1963年至1967年，中製廠先後完成《春到人間》《故鄉劫》《生死鬥》《劉莊浴血記》《荒煙》5部黑白片。1968年起，攝製了如《揚子江風雲》《成功嶺上》《中國女兵》等彩色寬銀幕影片。
1995年，中製廠整編為國防部藝術工作總隊編導技術組，停止電影拍攝，正式走入歷史。1998年，中製廠膠卷全數轉交國家電影資料館。經國家電影資料館館員清點，共300多部劇情片、2400多部新聞片、400多部紀錄片及近200部軍教康樂片，于1999年1月5日運至新北市樹林區忠愛片庫。國家電影資料館自2009年開始數位修復中製廠影片。
2017年6月3日，“中國電影製片廠-A攝影棚、錄音室”被認定為臺北市歷史建築。

## 主要作品

### 迁台前
| 年份   | 片名           | 編導           | 主要演員                                                                   | 製作機構     |
| ------ | -------------- | -------------- | -------------------------------------------------------------------------- | ------------ |
| 1934年 | 光明           | 王紹清         | 怒潮劇社演員群                                                             | 政訓處電影股 |
| 未詳   | 巨棒           |                | 怒潮劇社演員群                                                             | 政訓處電影股 |
| 未詳   | 瑞金           |                | 怒潮劇社演員群                                                             | 政訓處電影股 |
| 1938年 | 保衛我們的土地 | 史东山         | 舒绣文、魏鶴齡、何非光、戴浩                                               | 中製（武漢） |
| 1938年 | 熱血忠魂       | 袁叢美         | 黎莉莉、高占非、何非光、陳依萍、杜雷、任克、洪虹、凌風                     | 中製（武漢） |
| 1938年 | 八百壯士       | 陽翰笙、应云卫 | 袁牧之、陳波兒、張樹藩、洪虹                                               | 中製（武漢） |
| 1939年 | 保家鄉         | 何非光         | 英茵、于飞、羅軍、王珏                                                     | 中製（重慶） |
| 1939年 | 好丈夫         | 史東山         | 舒綉文、陳天國、劉梨、王珏、井森、沈若男                                   | 中製（重慶） |
| 1939年 | 孤島天堂       | 蔡楚生         | 黎莉莉、李清、蓝马、李景波、洪虹、姜明                                     | 大地（香港） |
| 1940年 | 白雲故鄉       | 夏衍、司徒慧敏 | 盧敦、風子、江村、黎灼灼                                                   | 大地（香港） |
| 1940年 | 東亞之光       | 何非光         | 日本反戰士兵29人、何非光、鄭君里、張瑞芳、王珏、虞靜子、楊薇、江村、孫堅白 | 中製（重慶） |
| 1940年 | 勝利進行曲     | 田漢、史東山   | 陶金、田琛、郭壽定、張立德、羅軍、孫堅白、楊薇                             | 中製（重慶） |
| 1940年 | 火的洗禮       | 孫瑜           | 張瑞芳、魏鶴齡、錢千里、項堃、黃田                                         | 中製（重慶） |
| 1940年 | 青年中國       | 陽翰笙、蘇怡   | 白杨、陶金、魏鶴齡、錢千里                                                 | 中製（重慶） |
| 1940年 | 塞上風雲       | 陽翰笙、應雲衛 | 黎莉莉、舒綉文、周伯勛、陳天國、王斑、周峰、吳茵、韓濤、李農、井森         | 中製（重慶） |
| 1943年 | 日本间谍       | 陽翰笙、袁叢美 | 羅軍、陶金、劉梨、王斑、王豪、何非光、江村、秦怡、虞靜子、李青來           | 中製（重慶） |
| 1944年 | 氣壯山河       | 何非光         | 黎莉莉、王豪、王珏、宗由、王斑、田琛、錢千里                               | 中製（重慶） |
| 1944年 | 血濺櫻花       | 何非光         | 黎莉莉、舒綉文、白云、陳天國、李健                                         | 中製（重慶） |
| 1945年 | 還我故鄉       | 史東山         | 陶金、錢千里、張翼、赵抒音、宗由、井森                                     | 中製（重慶） |
| 1945年 | 警魂歌         | 寇嘉弼、汤晓丹 | 王豪、宗由、康健、王珏、田琛                                               | 中製（重慶） |
| 1948年 | 萬象回春       | 周彥、汤晓丹   | 穆宏、抒音、蘇芸、寇嘉弼、田琛、房勉                                       | 中製（上海） |
| 1949年 | 擠             | 周彥           | 東夷、宗由、田琛、寇嘉弼                                                   | 中製（上海） |

### 迁台后
| 年份   | 片名         | 导演   | 编剧                         | 主要演員                                                             | 备注                                                          |
| ------ | ------------ | ------ | ---------------------------- | -------------------------------------------------------------------- | ------------------------------------------------------------- |
| 1951年 | 惡夢初醒     | 宗由   | 原著：鐵吾 編劇：鄧禹平      | 盧碧雲、藍天虹、威莉、黃宗迅、黃曼、王玨、傅碧輝、常楓、陳曼夫、李影 | 农教公司联合制作                                              |
| 1963年 | 春到人间     | 戴彭齡 | 丁衣                         | 曹建、陳淑芳                                                         |                                                               |
| 1966年 | 故乡劫       | 張曾澤 | 尼洛                         | 江繡雲、歐威、張小燕、葛香亭、林璣、何玉華、孫越                     | 该片获1967年第5屆金馬獎揭發共匪暴政特別獎，歐威获最佳男主角獎 |
| 1980年 | 古宁头大战   | 張曾澤 | 贡敏                         | 王羽、王道、梁修身、徐枫、陈星、陈秋霞                               |                                                               |
| 1982年 | 苦恋         | 王童   | 赵琦杉、小野、吴念真、谢定华 | 慕思成、徐中菲、古军、胡冠珍、归亚蕾、傅碧辉                         | 根据白桦剧本《苦恋》改编                                      |
| 1982年 | 血战大二胆   | 金鳌勋 | 小野                         | 秦祥林、王道、李小飞、唐威、戚冠军、柯受良、张翼                     |                                                               |
| 1984年 | 最长的一夜   | 金鳌勋 | 小野                         | 秦祥林、王道、张翼、唐威、柯受良、金汉                               | 《血战大二胆》续集                                            |
| 1987年 | 日内瓦的黄昏 | 白景瑞 | 刘玉瑾、兰观生               | 秦祥林、周丹薇、刘延方                                               | 根据张奕小说《破晓时分》改编                                  |

### 纪录片
| 年代   | 片名                     | 导演   | 备注                             |
| ------ | ------------------------ | ------ | -------------------------------- |
| 1961年 | 今日金门                 | 戴彭龄 | 1962年第1届金马奖最佳纪录片      |
| 1962年 | 中華民國五十一年國慶     | 熊光   | 1963年第2届金马奖优等纪录片      |
| 1964年 | 中華民國五十三年國慶     |        | 1965年第3届金马奖最佳纪录片      |
| 1965年 | 武昌演習                 |        | 1965年第3届金马奖优等纪录片      |
| 1966年 | 成功嶺之歌               | 贡敏   | 1966年第4届金马奖最佳纪录片      |
|        | 重庆演习                 |        | 1966年第4屆金馬獎优等纪录片      |
|        | 高山仰止                 |        | 1967年第5届金马奖最佳纪录片      |
| 1966年 | 國軍運動會               | 贡敏   | 1967年第5届金马奖优等纪录片      |
|        | 大哉中華                 |        | 1968年第6届金马奖最佳纪录片      |
|        | 仁者壽                   |        | 1968年第6届金马奖优等纪录片      |
| 1968年 | 張大千的畫               |        | 1969年第7届金马奖最佳纪录片      |
|        | 光華演習                 |        | 1969年第7届金马奖优等纪录片      |
|        | 河山並壽                 |        | 1970年第8届金马奖最佳纪录片      |
|        | 人工脊椎體               |        | 1970年第8届金马奖优等纪录片      |
|        | 光輝的雙十               |        | 1971年第9届金马奖最佳纪录片      |
|        | 萬壽無疆                 |        | 1971年第9届金马奖优等纪录片      |
|        | 中國海軍蛙人部隊         |        | 1972年第10届金马奖优等纪录片     |
|        | 風雨生信心               |        | 1972年第10届金马奖优等纪录片     |
|        | 陸軍飛彈部隊             |        | 1973年第11届金马奖优等纪录片     |
|        | 敦睦演習                 |        | 1973年第11届金马奖优等纪录片     |
|        | 烽火慈航                 |        | 1974年第12届金马奖最佳纪录片     |
| 1976年 | 慶祝中華民國六十五年國慶 |        | 1976年第14届金马奖优等纪录片     |
|        | 武嶺與慈湖               |        | 1977年第15届金马奖优等纪录片     |
|        | 一代偉人                 |        | 1977年第15届金马奖最佳纪录片提名 |
|        | 飛向白日青天             |        | 1977年第15届金马奖最佳纪录片提名 |
| 1978年 | 慶祝中華民國六十七年國慶 |        | 1978年第16届金马奖最佳纪录片提名 |
|        | 枕戈待旦                 |        | 1983年第21届金马奖入围最佳纪录片 |
|        | 寻根                     |        | 1983年第21届金马奖入围最佳纪录片 |